# Eleições parlamentares europeias de 1987 no distrito de Beja
| Eleições parlamentares europeias de 1987 Distritos: Aveiro \| Beja \| Braga \| Bragança \| Castelo Branco \| Coimbra \| Évora \| Faro \| Guarda \| Leiria \| Lisboa \| Portalegre \| Porto \| Santarém \| Setúbal \| Viana do Castelo \| Vila Real \| Viseu \| Açores \| Madeira \| Estrangeiro |

## Resultados por concelho
Os resultados nos concelhos do Distrito de Beja foram os seguintes:

### Aljustrel
| Partido                 | Partido                        | Votos  | %               |
| ----------------------- | ------------------------------ | ------ | --------------- |
|                         | Coligação Democrática Unitária | 3 663  | 49,19 / 100,00  |
|                         | Partido Socialista             | 1 622  | 21,78 / 100,00  |
|                         | Partido Social Democrata       | 910    | 12,22 / 100,00  |
|                         | Centro Democrático Social      | 312    | 4,19 / 100,00   |
|                         | Partido Renovador Democrático  | 293    | 3,93 / 100,00   |
|                         | União Democrática Popular      | 115    | 1,54 / 100,00   |
|                         | Partido Popular Monárquico     | 103    | 1,38 / 100,00   |
|                         | Outros (com menos de 1,00%)    | 232    | 3,12 / 100,00   |
| Votos Inválidos         | Votos Inválidos                | 196    | 2,63 / 100,00   |
| Total                   | Total                          | 7 446  | 100,00 / 100,00 |
| Eleitorado/Participação | Eleitorado/Participação        | 10 073 | 73,92 / 100,00  |

### Almodôvar
| Partido                 | Partido                          | Votos | %               |
| ----------------------- | -------------------------------- | ----- | --------------- |
|                         | Partido Socialista               | 2 084 | 39,02 / 100,00  |
|                         | Partido Social Democrata         | 1 282 | 24,00 / 100,00  |
|                         | Coligação Democrática Unitária   | 980   | 18,35 / 100,00  |
|                         | Centro Democrático Social        | 245   | 4,59 / 100,00   |
|                         | Partido Renovador Democrático    | 191   | 3,58 / 100,00   |
|                         | Partido Comunista (Reconstruído) | 74    | 1,39 / 100,00   |
|                         | Partido da Democracia Cristã     | 57    | 1,07 / 100,00   |
|                         | Outros (com menos de 1,00%)      | 181   | 3,38 / 100,00   |
| Votos Inválidos         | Votos Inválidos                  | 247   | 4,62 / 100,00   |
| Total                   | Total                            | 5 341 | 100,00 / 100,00 |
| Eleitorado/Participação | Eleitorado/Participação          | 8 676 | 61,56 / 100,00  |

### Alvito
| Partido                 | Partido                           | Votos | %               |
| ----------------------- | --------------------------------- | ----- | --------------- |
|                         | Coligação Democrática Unitária    | 603   | 34,84 / 100,00  |
|                         | Partido Social Democrata          | 474   | 27,38 / 100,00  |
|                         | Partido Socialista                | 279   | 16,12 / 100,00  |
|                         | Centro Democrático Social         | 106   | 6,12 / 100,00   |
|                         | Partido Renovador Democrático     | 77    | 4,45 / 100,00   |
|                         | União Democrática Popular         | 26    | 1,50 / 100,00   |
|                         | Partido Socialista Revolucionário | 23    | 1,33 / 100,00   |
|                         | Partido da Democracia Cristã      | 19    | 1,10 / 100,00   |
|                         | Outros (com menos de 1,00%)       | 49    | 2,84 / 100,00   |
| Votos Inválidos         | Votos Inválidos                   | 75    | 4,33 / 100,00   |
| Total                   | Total                             | 1 731 | 100,00 / 100,00 |
| Eleitorado/Participação | Eleitorado/Participação           | 2 278 | 75,99 / 100,00  |

### Barrancos
| Partido                 | Partido                           | Votos | %               |
| ----------------------- | --------------------------------- | ----- | --------------- |
|                         | Coligação Democrática Unitária    | 467   | 39,54 / 100,00  |
|                         | Partido Socialista                | 264   | 22,35 / 100,00  |
|                         | Partido Social Democrata          | 162   | 13,72 / 100,00  |
|                         | Partido Renovador Democrático     | 81    | 6,86 / 100,00   |
|                         | Centro Democrático Social         | 53    | 4,49 / 100,00   |
|                         | Partido Socialista Revolucionário | 20    | 1,69 / 100,00   |
|                         | Partido Popular Monárquico        | 16    | 1,35 / 100,00   |
|                         | União Democrática Popular         | 12    | 1,02 / 100,00   |
|                         | Outros (com menos de 1,00%)       | 27    | 2,28 / 100,00   |
| Votos Inválidos         | Votos Inválidos                   | 79    | 6,69 / 100,00   |
| Total                   | Total                             | 1 181 | 100,00 / 100,00 |
| Eleitorado/Participação | Eleitorado/Participação           | 1 621 | 72,86 / 100,00  |

### Beja
| Partido                 | Partido                        | Votos  | %               |
| ----------------------- | ------------------------------ | ------ | --------------- |
|                         | Coligação Democrática Unitária | 8 138  | 37,94 / 100,00  |
|                         | Partido Socialista             | 4 461  | 20,80 / 100,00  |
|                         | Partido Social Democrata       | 4 299  | 20,04 / 100,00  |
|                         | Centro Democrático Social      | 1 383  | 6,45 / 100,00   |
|                         | Partido Renovador Democrático  | 1 039  | 4,84 / 100,00   |
|                         | Partido Popular Monárquico     | 474    | 2,21 / 100,00   |
|                         | União Democrática Popular      | 345    | 1,61 / 100,00   |
|                         | Outros (com menos de 1,00%)    | 652    | 3,04 / 100,00   |
| Votos Inválidos         | Votos Inválidos                | 658    | 3,07 / 100,00   |
| Total                   | Total                          | 21 449 | 100,00 / 100,00 |
| Eleitorado/Participação | Eleitorado/Participação        | 29 783 | 72,02 / 100,00  |

### Castro Verde
| Partido                 | Partido                         | Votos | %               |
| ----------------------- | ------------------------------- | ----- | --------------- |
|                         | Coligação Democrática Unitária  | 1 635 | 40,56 / 100,00  |
|                         | Partido Socialista              | 785   | 19,47 / 100,00  |
|                         | Partido Social Democrata        | 670   | 16,62 / 100,00  |
|                         | Partido Renovador Democrático   | 211   | 5,23 / 100,00   |
|                         | Centro Democrático Social       | 172   | 4,27 / 100,00   |
|                         | Movimento Democrático Português | 118   | 2,93 / 100,00   |
|                         | União Democrática Popular       | 97    | 2,41 / 100,00   |
|                         | Partido Popular Monárquico      | 49    | 1,22 / 100,00   |
|                         | Outros (com menos de 1,00%)     | 142   | 3,52 / 100,00   |
| Votos Inválidos         | Votos Inválidos                 | 152   | 3,77 / 100,00   |
| Total                   | Total                           | 4 031 | 100,00 / 100,00 |
| Eleitorado/Participação | Eleitorado/Participação         | 6 465 | 62,35 / 100,00  |

### Cuba
| Partido                 | Partido                           | Votos | %               |
| ----------------------- | --------------------------------- | ----- | --------------- |
|                         | Coligação Democrática Unitária    | 1 483 | 43,86 / 100,00  |
|                         | Partido Social Democrata          | 699   | 20,76 / 100,00  |
|                         | Partido Socialista                | 514   | 15,20 / 100,00  |
|                         | Partido Renovador Democrático     | 150   | 4,44 / 100,00   |
|                         | Centro Democrático Social         | 136   | 4,02 / 100,00   |
|                         | União Democrática Popular         | 46    | 1,36 / 100,00   |
|                         | Partido Socialista Revolucionário | 42    | 1,24 / 100,00   |
|                         | Partido Popular Monárquico        | 37    | 1,09 / 100,00   |
|                         | Outros (com menos de 1,00%)       | 119   | 3,53 / 100,00   |
| Votos Inválidos         | Votos Inválidos                   | 155   | 4,58 / 100,00   |
| Total                   | Total                             | 3 381 | 100,00 / 100,00 |
| Eleitorado/Participação | Eleitorado/Participação           | 4 633 | 72,98 / 100,00  |

### Ferreira do Alentejo
| Partido                 | Partido                           | Votos | %               |
| ----------------------- | --------------------------------- | ----- | --------------- |
|                         | Coligação Democrática Unitária    | 2 494 | 39,81 / 100,00  |
|                         | Partido Socialista                | 1 462 | 23,34 / 100,00  |
|                         | Partido Social Democrata          | 1 068 | 17,05 / 100,00  |
|                         | Partido Renovador Democrático     | 377   | 6,02 / 100,00   |
|                         | Centro Democrático Social         | 265   | 4,23 / 100,00   |
|                         | União Democrática Popular         | 71    | 1,13 / 100,00   |
|                         | Partido Socialista Revolucionário | 68    | 1,09 / 100,00   |
|                         | Partido Popular Monárquico        | 65    | 1,04 / 100,00   |
|                         | Outros (com menos de 1,00%)       | 184   | 2,95 / 100,00   |
| Votos Inválidos         | Votos Inválidos                   | 210   | 3,35 / 100,00   |
| Total                   | Total                             | 6 264 | 100,00 / 100,00 |
| Eleitorado/Participação | Eleitorado/Participação           | 8 877 | 70,56 / 100,00  |

### Mértola
| Partido                 | Partido                           | Votos | %               |
| ----------------------- | --------------------------------- | ----- | --------------- |
|                         | Coligação Democrática Unitária    | 2 958 | 49,45 / 100,00  |
|                         | Partido Social Democrata          | 982   | 16,42 / 100,00  |
|                         | Partido Socialista                | 948   | 15,85 / 100,00  |
|                         | Centro Democrático Social         | 220   | 3,68 / 100,00   |
|                         | Partido Renovador Democrático     | 195   | 3,26 / 100,00   |
|                         | União Democrática Popular         | 87    | 1,45 / 100,00   |
|                         | Partido da Democracia Cristã      | 73    | 1,22 / 100,00   |
|                         | Partido Socialista Revolucionário | 71    | 1,19 / 100,00   |
|                         | Outros (com menos de 1,00%)       | 184   | 3,08 / 100,00   |
| Votos Inválidos         | Votos Inválidos                   | 264   | 4,41 / 100,00   |
| Total                   | Total                             | 5 982 | 100,00 / 100,00 |
| Eleitorado/Participação | Eleitorado/Participação           | 9 486 | 63,06 / 100,00  |

### Moura
| Partido                 | Partido                                         | Votos  | %               |
| ----------------------- | ----------------------------------------------- | ------ | --------------- |
|                         | Coligação Democrática Unitária                  | 3 283  | 34,99 / 100,00  |
|                         | Partido Socialista                              | 1 958  | 20,87 / 100,00  |
|                         | Partido Social Democrata                        | 1 768  | 18,84 / 100,00  |
|                         | Partido Renovador Democrático                   | 824    | 8,78 / 100,00   |
|                         | Centro Democrático Social                       | 503    | 5,36 / 100,00   |
|                         | União Democrática Popular                       | 155    | 1,65 / 100,00   |
|                         | Partido Socialista Revolucionário               | 108    | 1,15 / 100,00   |
|                         | Partido Comunista dos Trabalhadores Portugueses | 104    | 1,11 / 100,00   |
|                         | Partido Popular Monárquico                      | 98     | 1,04 / 100,00   |
|                         | Outros (com menos de 1,00%)                     | 224    | 2,39 / 100,00   |
| Votos Inválidos         | Votos Inválidos                                 | 359    | 3,83 / 100,00   |
| Total                   | Total                                           | 9 384  | 100,00 / 100,00 |
| Eleitorado/Participação | Eleitorado/Participação                         | 15 613 | 60,10 / 100,00  |

### Odemira
| Partido                 | Partido                                         | Votos  | %               |
| ----------------------- | ----------------------------------------------- | ------ | --------------- |
|                         | Coligação Democrática Unitária                  | 5 698  | 33,70 / 100,00  |
|                         | Partido Social Democrata                        | 3 523  | 20,84 / 100,00  |
|                         | Partido Socialista                              | 3 045  | 18,01 / 100,00  |
|                         | Partido Renovador Democrático                   | 1 310  | 7,75 / 100,00   |
|                         | Centro Democrático Social                       | 998    | 5,90 / 100,00   |
|                         | Partido Socialista Revolucionário               | 317    | 1,87 / 100,00   |
|                         | União Democrática Popular                       | 271    | 1,60 / 100,00   |
|                         | Partido Popular Monárquico                      | 239    | 1,41 / 100,00   |
|                         | Partido Comunista dos Trabalhadores Portugueses | 214    | 1,27 / 100,00   |
|                         | Partido da Democracia Cristã                    | 194    | 1,15 / 100,00   |
|                         | Partido Comunista (Reconstruído)                | 184    | 1,09 / 100,00   |
|                         | Outros (com menos de 1,00%)                     | 106    | 0,63 / 100,00   |
| Votos Inválidos         | Votos Inválidos                                 | 808    | 4,78 / 100,00   |
| Total                   | Total                                           | 16 907 | 100,00 / 100,00 |
| Eleitorado/Participação | Eleitorado/Participação                         | 24 479 | 69,07 / 100,00  |

### Ourique
| Partido                 | Partido                        | Votos | %               |
| ----------------------- | ------------------------------ | ----- | --------------- |
|                         | Partido Social Democrata       | 1 339 | 31,10 / 100,00  |
|                         | Coligação Democrática Unitária | 1 295 | 30,08 / 100,00  |
|                         | Partido Socialista             | 849   | 19,72 / 100,00  |
|                         | Centro Democrático Social      | 248   | 5,76 / 100,00   |
|                         | Partido Renovador Democrático  | 161   | 3,74 / 100,00   |
|                         | Partido da Democracia Cristã   | 65    | 1,51 / 100,00   |
|                         | Partido Popular Monárquico     | 53    | 1,23 / 100,00   |
|                         | União Democrática Popular      | 49    | 1,14 / 100,00   |
|                         | Outros (com menos de 1,00%)    | 109   | 2,54 / 100,00   |
| Votos Inválidos         | Votos Inválidos                | 137   | 3,18 / 100,00   |
| Total                   | Total                          | 4 305 | 100,00 / 100,00 |
| Eleitorado/Participação | Eleitorado/Participação        | 6 657 | 64,67 / 100,00  |

### Serpa
| Partido                 | Partido                        | Votos  | %               |
| ----------------------- | ------------------------------ | ------ | --------------- |
|                         | Coligação Democrática Unitária | 5 172  | 46,96 / 100,00  |
|                         | Partido Socialista             | 2 110  | 19,16 / 100,00  |
|                         | Partido Social Democrata       | 2 110  | 19,16 / 100,00  |
|                         | Centro Democrático Social      | 475    | 4,31 / 100,00   |
|                         | Partido Renovador Democrático  | 328    | 2,98 / 100,00   |
|                         | Outros (com menos de 1,00%)    | 524    | 4,76 / 100,00   |
| Votos Inválidos         | Votos Inválidos                | 295    | 2,68 / 100,00   |
| Total                   | Total                          | 11 014 | 100,00 / 100,00 |
| Eleitorado/Participação | Eleitorado/Participação        | 16 673 | 66,06 / 100,00  |

### Vidigueira
| Partido                 | Partido                           | Votos | %               |
| ----------------------- | --------------------------------- | ----- | --------------- |
|                         | Coligação Democrática Unitária    | 1 557 | 38,45 / 100,00  |
|                         | Partido Social Democrata          | 871   | 21,51 / 100,00  |
|                         | Partido Socialista                | 719   | 17,76 / 100,00  |
|                         | Partido Renovador Democrático     | 219   | 5,41 / 100,00   |
|                         | Centro Democrático Social         | 200   | 4,94 / 100,00   |
|                         | Partido Popular Monárquico        | 66    | 1,63 / 100,00   |
|                         | Partido Socialista Revolucionário | 57    | 1,41 / 100,00   |
|                         | União Democrática Popular         | 52    | 1,28 / 100,00   |
|                         | Partido Comunista (Reconstruído)  | 43    | 1,06 / 100,00   |
|                         | Partido da Democracia Cristã      | 42    | 1,04 / 100,00   |
|                         | Outros (com menos de 1,00%)       | 61    | 1,51 / 100,00   |
| Votos Inválidos         | Votos Inválidos                   | 162   | 4,00 / 100,00   |
| Total                   | Total                             | 4 049 | 100,00 / 100,00 |
| Eleitorado/Participação | Eleitorado/Participação           | 5 991 | 67,58 / 100,00  |